# All by Myself (песня Alok, Sigala и Элли Голдинг)
«All by Myself» — песня бразильского диджея Alok, английского диджея Sigala и английской певицы Элли Голдинг. Она была выпущена 7 октября 2022 года лейблом Sony Music. Авторами выступили Alok, Эндрю Уэллс, Энтони Россомандо, Голдинг, Мартин Гор, OhYes и Тома Манн, продюсерами — Alok, Sigala, OhYes и Уэллс. Она вошла в делюкс-издание пятого студийного альбома Голдинг Higher Than Heaven. Музыкальное видео вышло 12 декабря 2022 года.

## Предыстория
Alok начал работать над песней в 2021 году, используя вокал Голдинг; однако, она остановился, когда работа пошла не так, как он хотел. Затем он вернулся к песне и решил использовать семпл песни Depeche Mode «Enjoy the Silence». Получив разрешение на семпл, он закончил работу над песней с помощью Sigala. 4 октября 2022 года Alok объявил о сотрудничестве, а также представил обложку и объявил о дате выхода.

## Участники записи
Согласно Tidal.
- Алок Аккар Перес Петрилло – автор, продюсер
- Брюс Филдер – продюсер, программирование, клавишные
- Елена Голдинг – вокал, автор
- OhYes – автор, продюсер, программирование, басс, ударные, клавишные
- Эндрю Уэллс – автор, продюсер, клавишные
- Энтони Россомандо – автор
- Мартин Гор – автор
- Том Манн – автор
- Джоао Круз – гитара
- One Mix Mastering – мастеринг-инженер, инженер-микшер

## Чарты
| Чарт (2022–2023)                           | Высшая позиция |
| ------------------------------------------ | -------------- |
| Бельгия/Фландрия (Ultratop 50)             | 22             |
| Бельгия/Валлония (Ultratop 50)             | 43             |
| СНГ CIS Airplay (TopHit)                   | 1              |
| Хорватия International Airplay (Top lista) | 20             |
| Чехия (Rádio — Top 100)                    | 48             |
| Франция (SNEP)                             | 116            |
| Финляндия (Radiosoittolista Airplay)       | 7              |
| Германия Germany Airplay (BVMI)            | 4              |
| Венгрия (Dance Top 40)                     | 4              |
| Венгрия (Rádiós Top 40)                    | 2              |
| Нидерланды (Dutch Top 40)                  | 19             |
| Нидерланды (Single Top 100)                | 70             |
| Новая Зеландия Hot Singles (RMNZ)          | 30             |
| Польша (Polish Airplay Top 100)            | 9              |
| Россия (TopHit)                            | 2              |
| Сан-Марино (SMRRTV Top 50)                 | 37             |
| Словакия (Rádio — Top 100)                 | 13             |
| Украина (TopHit)                           | 8              |
| США (Billboard Hot Dance/Electronic Songs) | 26             |

| Чарт (2023)                      | Позиция |
| -------------------------------- | ------- |
| Венгрия (Dance Top 40)           | 26      |
| Венгрия (Rádiós Top 40)          | 27      |
| Россия Russia Airplay (TopHit)   | 27      |
| Украина Ukraine Airplay (TopHit) | 69      |

| Чарт (2024)                       | Позиция |
| --------------------------------- | ------- |
| Беларусь Belarus Airplay (TopHit) | 130     |

## Сертификации
| Регион                                                                      | Сертификация  | Продажи |
| --------------------------------------------------------------------------- | ------------- | ------- |
| Бразилия (ABPD)                                                             | 2× Платиновый | 160 000 |
| Франция (SNEP)                                                              | Золотой       | 100 000 |
| Норвегия (IFPI Norway)                                                      | Золотой       | 30 000  |
| Польша (ZPAV)                                                               | Золотой       | 25 000  |
| Данные о продажах + прослушиваниях приведены только на основе сертификации. |               |         |

## История релиза
| Регион | Дата            | Формат(ы)                    | Лейбл(ы) | Примечания |
| ------ | --------------- | ---------------------------- | -------- | ---------- |
| Разные | 7 октября 2022  | Цифровое скачивание стриминг | Sony     | [ 1 ]      |
| Италия | 13 октября 2022 | Радиоротация                 | Sony     | [ 34 ]     |